# Ла Кюрн де Сент-Пале, Жан-Батист де
Жан-Бати́ст де Ла Кюрн де Сент-Пале́ (фр. Jean-Baptiste de La Curne de Sainte-Palaye; 6 июня 1697, Осер — 1 марта 1781, Париж) — французский историк, филолог, лексикограф. 

## Биография
Собиратель поэзии трубадуров, автор «Мемуаров о древнем рыцарстве» (Mémoires sur l’ancienne chevalerie, 1753). Это была очень интересная, свидетельствующая о начитанности автора и содержательная книга. Автор рассматривал рыцарство глазами дворянина эпохи рококо, страстно и радостно славил его институты, добродетели и деяния и в заключение сожалел о том, что старые рыцари в невежестве и варварстве тех времен не могли обладать «культурой духа и разума», благодаря которой они могли бы стать идеальными людьми, превосходившими платоновских. «Они любили славу, но не ведали подлинной славы». Книга была переиздана в 1826 году с предисловием Шарля Нодье.
Подготовленный им исторический словарь французского языка (Dictionnaire historique de l’ancien langage françoise, ou glossaire de la langue françoise depuis son origine jusqu’au sieclé de Louis XIV) был опубликован в нескольких томах в 1875—1882 годах.
По легенде, он был настолько привязан к своему брату-близнецу, что отказался жениться, чтобы не разлучаться с ним.